# Hail to the King (singolo)
Hail to the King è un singolo del gruppo musicale statunitense Avenged Sevenfold, pubblicato il 15 luglio 2013 come primo estratto dall'album omonimo.
Inizialmente pubblicato per il solo download digitale, il singolo è stato reso disponibile anche nel formato CD a partire dal 30 luglio negli Stati Uniti d'America.

## Video musicale
Il videoclip, girato in bianco e nero, è stato pubblicato in anteprima mondiale dalla rivista britannica Metal Hammer il 16 agosto per poi essere pubblicato qualche ora dopo sul canale YouTube del gruppo.
Esso mostra scene del gruppo eseguire il brano su uno sfondo totalmente bianco con altre che mostrano il re descritto nel testo della canzone. Il video è inoltre il primo realizzato con il batterista Arin Ilejay, entrato in formazione a partire dal 2011.

## Tracce
Download digitale
1. Hail to the King – 5:05

CD singolo (Stati Uniti)
1. Hail to the King – 5:09
2. Nightmare (Live) – 6:22

CD promozionale (Europa)
1. Hail to the King (Album Version) – 5:09
2. Hail to the King (Radio Edit) – 4:32

## Classifiche
| Classifica (2013)                | Posizione massima |
| -------------------------------- | ----------------- |
| Canada                           | 63                |
| Stati Uniti                      | 83                |
| Stati Uniti (alternative)        | 27                |
| Stati Uniti (heatseekers)        | 8                 |
| Stati Uniti (mainstream rock)    | 1                 |
| Stati Uniti (rock & alternative) | 15                |